# Cierra Runge

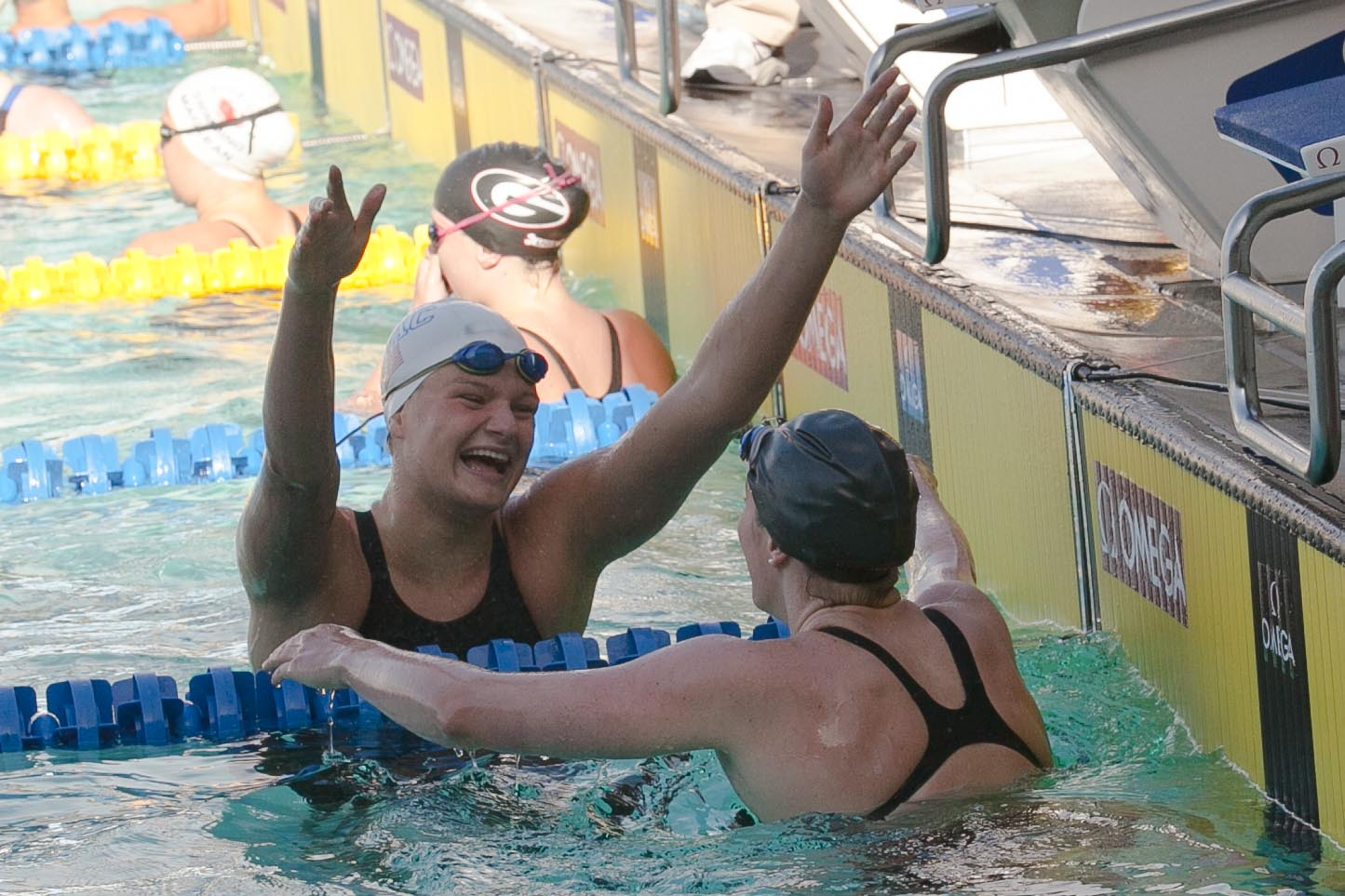
Cierra Runge jubelt 2014 mit Missy Franklin.

Cierra Runge, nach Heirat Cierra Burnell (* 7. März 1996 in West Chester, Pennsylvania), ist eine ehemalige Schwimmerin aus den Vereinigten Staaten. Sie gewann bei Olympischen Spielen eine Goldmedaille. Bei Weltmeisterschaften auf der 50-Meter-Bahn erhielt sie zwei Goldmedaillen.

## Sportliche Karriere
Cierra Runge nahm 2012 an den Olympiaausscheidungswettkämpfen teil und erreichte über 100 Meter Freistil das Halbfinale. Bei den Juniorenweltmeisterschaften 2013 wurde Runge Vierte über 100 Meter Freistil. Sie gewann Gold mit der 4-mal-200-Meter-Freistilstaffel. Hinzu kamen Bronzemedaillen mit der 4-mal-100-Meter-Freistilstaffel und mit der 4-mal-100-Meter-Lagenstaffel. Mit der 4-mal-100-Meter-Mixed-Freistilstaffel erkämpfte sie die Silbermedaille.
Bei den Pan Pacific Swimming Championships 2014 in Gold Coast wurde Runge Fünfte über 800 Meter Freistil und Vierte über 1500 Meter Freistil. Über 400 Meter Freistil schlug sie sechs Sekunden nach ihrer Landsfrau Katie Ledecky an und erhielt die Silbermedaille. 2015 bei den Weltmeisterschaften in Kasan verfehlte Runge über 400 Meter Freistil als Neuntschnellste der Vorläufe den Finaleinzug um 0,39 Sekunden. In der 4-mal-200-Meter-Freistilstaffel waren Shannon Vreeland, Chelsea Chenault, Cierra Runge und Leah Smith im Vorlauf die zweitbeste Staffel hinter den Italienerinnen. Im Finale waren Missy Franklin, Leah Smith, Katie McLaughlin und Katie Ledecky sieben Sekunden schneller als die Vorlaufstaffel und gewannen mit über drei Sekunden Vorsprung auf die Italienerinnen. Auch die drei nur im Vorlauf eingesetzten Schwimmerinnen erhielten nach der seit 1984 geltenden Regel eine Goldmedaille.
2016 bei den Olympischen Spielen in Rio de Janeiro traten im Vorlauf der 4-mal-200-Meter-Staffeln Allison Schmitt, Missy Franklin, Melanie Margalis und Cierra Runge an und schwammen die schnellste Zeit. Im Endlauf waren Allison Schmitt, Leah Smith, Maya DiRado und Katie Ledecky noch einmal über vier Sekunden schneller als die Vorlaufstaffel und siegten mit 1,84 Sekunden Vorsprung vor dem australischen Quartett. Im Jahr darauf bei den Weltmeisterschaften 2017 in Budapest schwamm die 4-mal-200-Meter-Freistilstaffel mit Melanie Margalis, Cierra Runge, Hali Flickinger und Madisyn Cox die drittschnellste Vorlaufzeit hinter den Chinesinnen und den Japanerinnen. Im Finale waren Leah Smith, Mallory Comerford, Melanie Margalis und Katie Ledecky über zehn Sekunden früher am Ziel als ihre Kolleginnen im Vorlauf und siegten mit anderthalb Sekunden Vorsprung vor den Chinesinnen.
Die 1,93 Meter große Cierra Runge war noch bis 2019 aktiv, konnte sich aber nicht mehr für internationale Meisterschaften qualifizieren. Sie schwamm für den North Baltimore Aquatic Club. Während ihres Studiums an der University of California, Berkeley startete sie für die Golden Bears, den Sportclub ihrer Universität.